# Gmina Aarup
Gmina Aarup (duń. Aarup Kommune) - istniejąca w latach 1970-2006 gmina w Danii w  okręgu Fionii (Fyns Amt). Siedzibą władz gminy było miasto Aarup. Gmina Aarup została utworzona 1 kwietnia 1970 na mocy reformy podziału administracyjnego Danii. Po kolejnej reformie administracyjnej w roku 2007 weszła w skład nowej gminy Assens.

## Dane liczbowe
- Liczba ludności: (♀ 2751 + ♂ 2729) = 5480
  - wiek 0-6: 9,2%
  - wiek 7-16: 15,1%
  - wiek 17-66: 62,1%
  - wiek 67+: 13,6%
- zagęszczenie ludności: 68,5 osób/km² (2004)
- bezrobocie: 3,5% osób w wieku 17-66 lat
- cudzoziemcy z UE, Skandynawii i USA: 91 na 10 000 osób
- cudzoziemcy z krajów Trzeciego Świata: 133 na 10 000 osób
- liczba szkół podstawowych: 1 (liczba klas: 28)